# Lutowanie twarde
Lutowanie twarde – lutowanie za pomocą tzw. lutów twardych, to znaczy spoiw lutowniczych o temperaturze topnienia powyżej 450 °C (zwykle wynoszącej do 2000 °C).
Lutowanie twarde stosuje się do łączenia stali węglowych, molibdenowych, wolframowych, niklowych, chromowych, płytek z węglików spiekanych, a także złota, srebra, miedzi, mosiądzu i brązu.
Do lutowania twardego używa się palnika acetylenowo-tlenowego lub lampy lutowniczej. Ponadto możliwe jest lutowanie indukcyjne prądem elektrycznym lub na ognisku kowalskim.

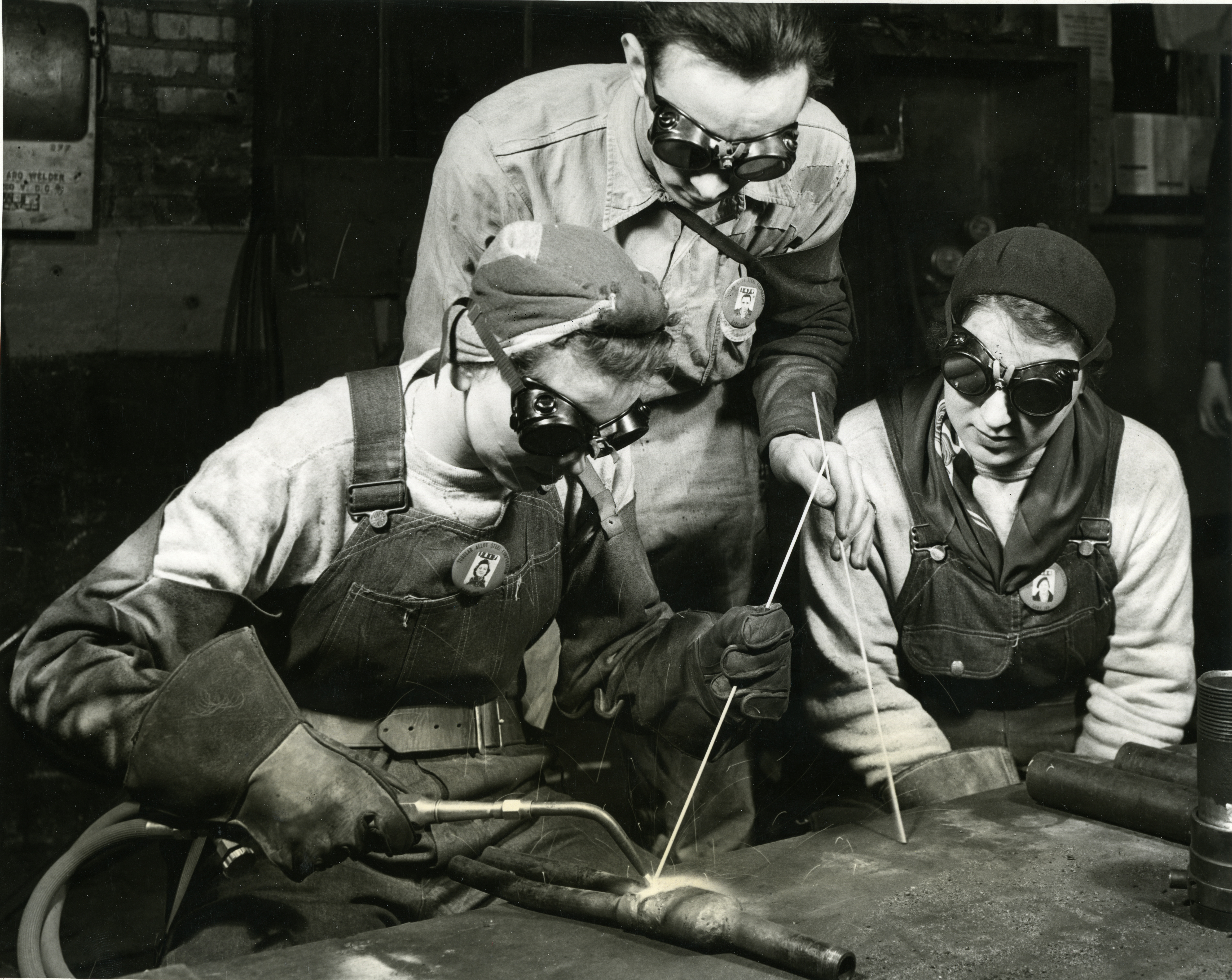
Spawaczki

Przy lutowaniu twardym niezbędne jest stosowanie odpowiednich topników (np. Uni-lut lub Austenit-lut). Rozpuszczają one tlenki na powierzchni lutowanego metalu i w ten sposób zwiększają zdolność lutu do rozpływania się i dokładnego wnikania w szczeliny metalu. Ponadto zabezpieczają one miejsce lutowane oraz stopiony lut przed utlenieniem.

## Luty twarde
Luty twarde możemy podzielić na osiem rodzajów ze względu na podstawowy składnik, lub składnik który wywiera zasadniczy wpływ na właściwości spoiwa:
- luty aluminiowe (klasa AL) – siluminy (4–13% Si) o temperaturze topnienia w okolicach 575–630 °C. Stosuje się je do lutowania stopów aluminiowych o wyższej temperaturze topnienia. W celu obniżenia solidusu do spoiwa dodaje się miedź lub magnez.

- luty mosiężne służą one do lutowania twardego miedzi, niklu, twardych stali węglowych i niskostopowych.
- luty srebrne (klasa AG) – spoiwa tego typu należą do najbardziej uniwersalnych. Można nimi lutować większość metali (z wyjątkiem aluminium i magnezu). Zakres topnienia różni się w zależności od użytych dodatków, od 420 do 1020 °C.
- luty miedziano-fosforowe (klasa CP) – luty miedziane z dodatkiem fosforu (5–9%). Stosowane do lutowania miedzi, mosiądzów i brązów. Luty tego typu mają dobrą przewodność elektryczną i wysoką wytrzymałość. Temperatura topnienia wynosi 645–890 °C.
- luty miedziane (klasa CU) – spoiwa w postaci czystej miedzi. Używane do lutowania wszystkich stali, niklu i stopów Cu-Zn. Temperatura topnienia w granicach 1070–1085 °C.
- luty niklowe (klasa NI) – używane do lutowania stali nierdzewnej oraz stopów z kobaltem, wolframem lub molibdenem. Zakres topnienia wynosi 880–1070 °C.
- luty kobaltowe (klasa CO) – stosowane do lutowania twardych stopów kobaltu.
- luty złote (klasa AU) – stopiwa tego typu zawierają jako składnik stopowy miedź lub nikiel. Luty złote posiadają dobre właściwości lutownicze i odporność na utlenienie w wysokiej temperaturze.
- luty z palladem (klasa PD) – luty tego typu posiadają od 40 do 60% palladu, a podstawowym składnikiem jest srebro lub miedź. Cechami charakterystycznymi spoiw tego typu jest dobra zwilżalność oraz próżnioszczelność połączeń.

Często spoiwa twarde występują w otulinie topnikowej i wyglądem przypominają elektrody do spawania.